# Мазылы
Мазылы (мазилы) — в Молдавском княжестве члены сословия, непосредственно следовавшего за бояринашами и постельничими.
Мазылы пользовались льготами в податном отношении. По присоединении Бессарабии к России мазылы были причислены к состоянию однодворцев. Законом 10 марта 1847 года были определены лежавшие на них повинности (подать — даждия) и было постановлено, что мазылы по возможности образуют в составе волостей отдельные сельские общества, управляемые выборными капитанами мазылов (старшинами или старейшинами).
Закон о правах состояния жителей Бессарабской области гласил:

Бояринашей переименовать в личные дворяне, а мазылов, равно как и рупташей в однодворцы… В каждом округе, заключающем в себе от 100 до 150 семейств, мазылы избирают из среди себя по баллам на три года капитана мазылов (старейшину), коего обязанности заключаются в наблюдении за тишиной и порядком в селениях, а также за исправным платежом податей и повинностей. Капитан мазылов утверждается в сём звании местным областным начальством, без участия в том предводителя дворянства и отправляет службу сию безвозмездно… По состоянию своему принадлежа к числу свободных сельских обывателей, мазылы образуют в составе волостей отдельные сельские общества, где по количеству семейств может быть учреждено из среды их сельское управление… Доказательством принадлежности к привиллегированному сословию бояринашей, мазылов, рупташей рупта-де-вистерия и рупта-де-камара признаются документы, выданные за подписью бывших господарей Молдавии или за их печатью из вистерии (общей казны княжества) или из Дивана, а равно и выданные из бывшего Бессарабского временного комитета. При недостатке письменных документов требуется присяжное показание 12 благонадежных свидетелей…